# رکات بالا
رکات بالا یک منطقهٔ مسکونی در ایران است که در دهستان باقران واقع شده‌است. رکات بالا ۸۶ نفر جمعیت دارد.